# Rocamora Teatre
Rocamora Teatre, anteriormente conocida como Els Rocamora, es una compañía de teatro española fundada en Italia en el año 1982 por el marionetista barcelonés Carles Cañellas.
La primera obra que presentaron fue La maleta (1982) junto a su hermana Rosa Cañellas. En 1985 se constituye la Cooperativa Rocamora para producir Air Mail, dirigida por el propio Carles y con al colaboración de su hermana Rosa, Jaume Vilalta, Yolanda Fontanillas, Anna Pedreira y Pau Freixas entre otros. La obra se estrena en el Festival de Sitges del mismo año y después de un mes en el Teatro Regina de Barcelona se presenta a la Muestra de Títeres de Logroño, con una gira por otros festivales de Europa.
La compañía está afiliada a la Asociación de Compañías de Teatro Profesional de Catalunya (Ciatre), además ha participado en centenares de festivales a nivel nacional e internacional y ha recibido diversos premios y reconocimientos.
Por Rocamora Teatre han pasado algunos personajes destacados del teatro como Susanna Rodríguez y Jaume Vilalta.
Solista es una de las obras más representativas según la crítica, acreedora a la Mejor animación en el Festival Mundial del Arte de los Títeres en Praga. La última obra de teatro lanzada por la compañía es Identidades (2016) que es definida como una «metáfora teatral» que «combina acciones dramáticas y danza contemporánea al ritmo de música electrónica».

## Obras y espectáculos
- 1982 - La maleta[1]
- 1985 - Air Mail[5]
- 1986 - Negre sobre Negre[1]
- 1988 - Fenòmens[1]
- 1989 - Ruleta russa[1]
- 1990 - El Perseguidor[1]
- 1993 - Aubuster[13]
- 1997 - Faules de La Fontaine[1]
- 1997 - Solista[14]
- 2000 - Gyula Molnár[1]
- 2000 - Petits suïcidis / Pequeños suicidios[15]
- 2002 - Cercant el Sol[1]
- 2002 - El traje nuevo[16]
- 2005 - El Retaule de Maese Pedro[1]
- 2010 - Oliu, el pequeño leñador[17]
- 2016 - Identitats[18]

## Algunos reconocimientos y distinciones
- Premio a la mejor animación - 11 th. World Festival of Puppet Art 2007, Festival de Títeres de Praga.[11]
- Premio al mejor espectáculo dramático - Festival de Nanchong, China.[19]
- Reconocimiento TOPIC de Toloza - 35 Festival Internacional de Teatro de Títeres ‘Titirijai’ Nazioarteko Txotxongilo Jaialdia.[20]